# Tóth Imre (matematikus)
Tóth Imre (Szatmárnémeti, 1921. december 26. – Párizs, 2010. május 12.) romániai magyar matematikus, filozófus, matematika- és művelődéstörténész.

## Életútja
Szülővárosában, Szatmárnémetiben magyar-román-zsidó környezetben nevelkedett. A faji törvények miatt tanulmányait 1941-ben meg kellett szakítania, munkaszolgálatba hurcolták, majd csak 1948-ban szerzett matematika diplomát a kolozsvári Bolyai Tudományegyetemen, s itt dolgozott 1948-51 közt, tanársegédi beosztásban. Az 1950-es években a bukaresti egyetemen működött tanárként. 1969-ben Németországba emigrált és a Regensburgi Egyetemen a tudományfilozófiai tanszék vezetését bízták rá. 1991-ben Párizsba költözött, ott élt haláláig.
Szakterülete a filozófia, a matematika és a geometria filozófiai vetülete. Vekerdi László megállapítása szerint „…senki Tóth Imréhez foghatóan nem ismeri a nemeuklideszi geometriák matematikai, történeti, filológiai és filozófiai rejtélyeit; e nélkül a mindenre kiterjedő alapos ismeret nélkül el sem lett volna képzelhető nagy fölfedezése, hogy a »kontra-euklideszi« lehetőség – Arisztotelésztől bőségesen dokumentálhatóan – jókor fölbukkan a görög geometriában. Ez a fölfedezés meghozta számára a megérdemelt szakmai világhírt, neki azonban csupán kiindulásul szolgált, ahonnét egyre magasabb kilátókra emelkedik” (Tudás és tudomány. Budapest, 1994, 302).

## Művei
- Das Parallelenproblem im Corpus aristotelicum (A párhuzamosok problémája a Corpus Aristotelicumban, Berlin – New York, Archive for History of Exact Science, 1967)
- Ahile, Paradoxele eleate in fenomenologia spiritului (Akhilleusz, Az eleai paradoxonok a Szellem fenomenológiájában, Bukarest, 1969)
- Die nicht-euklidische Geometrie in der Phänomenologie des Geistes, Wissenschaftstheoretische Betrachtungen zur Entwicklungsgeschichte der Mathematik (A nem-euklideszi geometria a Szellem fenomenológiájában, Frankfurt a. M., 1972)
- Andreas Osiander: Copernikanische Lehre und Menschenrechte (Andreas Osiander: A kopernikuszi tan és az emberi jogok, Regensburg, 1981)
- I paradossi di Zenone nel »Parmenide« di Platone (Zenón paradoxonjai Platón „Parmenidész”-ében, Nápoly, 1994)
- Aristotele e i fondamenti assiomatici della geometria (Arisztotelész és a geometria axiomatikus alapjai, Milánó, 1997)
- Lo schiavo di Menone, Commentario a Platone, „Menone 82 B-86 C” (Menón rabszolgája, Kommentár Platón: „Menón 82 B – 86 C”-hez, Milánó, 1998)
- Frammenti e tracce di geometria non-euclidea in Aristotele (Egy nem-euklideszi geometria töredékei és nyomai Arisztotelésznél, Milánó, megjelenés előtt)

### Magyarul
- Isten és geometria; ford. Czirják József et al.; Osiris, Bp., 2000 (Horror metaphysicae)
- Zsidónak lenni Auschwitz után (Budapest, Pont Kiadó, 2001, Conflux sorozat)
- Palimpszeszt. Szavak egy háromszög előtt (Budapest, Typotex, 2001, ford. Moldovay Tamás)
- Bécstől Temesvárig, Bolyai János útja a nem-euklideszi forradalom felé (Budapest, Typotex, 2002)
- Szabadság és igazság. Matematikai gondolkodás és filozófiai elmélkedés; ford. Gosztonyi Katalin; Typotex, Bp., 2011 (Radikális gondolkodók) ISBN 978-963-2795-65-2
- Montázsok (Budapest, Typotex, 2012) ISBN 978-963-2796-88-8
- Hosszú út tőlem hozzám. "Az életben van, amit az ember nem tesz... És tesz." Beszélgetések Tóth Imrével; riporter Várdy Péter; 2. kiad.; Pont, Bp., 2014 (Conflux)